# Southstar
Southstar (bürgerlich Leon Kirschnek) ist ein deutscher Techno-DJ und Musikproduzent.

## Hintergrund
Southstar, über den nur wenig bekannt ist, veröffentlicht seit Ende 2021 Musik über Spotify. Zuvor hatte er bereits Trap-Instrumentals mitproduziert, etwa für den Rapper Joje. Seine erste Veröffentlichung wurde die EP Blue Tape. Sie war wie die 2022 erschienene zweite EP Green Lights im Musikstil Lo-Fi-House angesiedelt. Die ebenfalls 2022 herausgegebene EP Matrix lässt sich im Dancefloor verorten.
Im Mai 2022 veröffentlichte Southstar in Eigenregie die Single Miss You. Diese basiert auf dem Track Jerk von Oliver Tree. Es gibt jedoch Hinweise darauf, dass von dessen Label Warner Music keine Genehmigung vorlag, bis die Single von Southstar infolge der durch TikTok ausgelösten steigenden Popularität im Juli desselben Jahres von Sony-Tochter B1 Recordings erneut veröffentlicht wurde. Southstar wandelte die Mischung aus Trap und Grunge in ein schnelles House-Lied mit Keyboards, die an Happy Hardcore erinnern. Den ursprünglichen Credits des zuvor veröffentlichten Remix von We Are the People zufolge könnte es sich auch hierbei um eine solche unerlaubte Veröffentlichung gehandelt haben. Er platzierte sich am 9. September 2022 an dritter Stelle in den deutschen Single-Trend-Charts und stieg kurz darauf am 16. September auf Platz 96 in die Deutsche Singlecharts ein.
Am 2. August 2022 veröffentlichte der bei Warner unter Vertrag stehende deutsche DJ Robin Schulz zusammen mit Oliver Tree einen fast identischen Song zu Miss You mit dem gleichen Titel, jedoch ohne Erwähnung von Southstar. Das Lied unterscheidet sich nur durch Trees Gesang sowie einzelne Beat-Elemente. Dies führte zu deutlicher Kritik an Schulz, nicht nur durch Southstar selbst, sondern auch durch Musikerkollegen wie Bausa und Prinz Pi. Schulz hat sich bislang dazu nicht geäußert, jedoch ließ sein Manager Stefan Dabruck verkünden, dass die Irritationen von ihm (Anm.: Dabruck) beabsichtigt gewesen sei und er dies über Schulz‘ Kopf hinweg entschieden habe. „Robin [habe] bis letzten Freitag auf einen gemeinsamen Remix gehofft.“ In einem Artikel des RND Redaktionsnetzwerk Deutschland wird die unter dem Namen Robin Schulz veröffentlichte Version als mögliche Retourkutsche von Warner eingeordnet, nachdem Southstar seine Version zunächst ohne die nötigen Rechte am Originalsong veröffentlicht hatte. Im August erschien außerdem ein Musikvideo zu Southstars Miss You.
Im Zuge der Kontroverse erreichte Southstars Version unter anderem Platz sechs der deutschen Singlecharts. Beim 2022 erschienenen Track Hubba Bubba arbeitete er mit dem Rapper Ski Aggu zusammen.
Anfang 2023 veröffentlichte er den Remix von We Are the People zusammen mit den Originalinterpreten Empire of the Sun als Single. Er war zuvor auf der EP Matrix erschienen, wurde von dieser aber nachträglich entfernt.
Southstar steht und stand bereits am 9. April 2022 als Musikautor bei Warner/Chappell Music unter Vertrag.

## Diskografie

### EPs
- 2021: Blue Tape
- 2022: Green Lights
- 2022: Matrix
- 2022: Backseat Tape
- 2023: Dunes
- 2024: Don’t Stop (mit DJ Heartstring)
- 2024: Digital Chaos

### Singles
- 2022: Miss You
- 2023: We Are the People (Southstar Remix) (mit Empire of the Sun, AT: Gold)
- 2023: By the End of the Night (Southstar Remix) (mit Ellie Goulding)
- 2023: Typa Girl (#16 der deutschen Single-Trend-Charts am 9. Juni 2023[14])
- 2023: Wild Ones (#5 der deutschen Single-Trend-Charts am 13. Oktober 2023[15])
- 2023: Cover Up My Face
- 2023: Disfruto (Southstar Remix) (mit Carla Morrison)
- 2024: Set Me Free (mit Cosby & Sebo)
- 2024: I Like the Way You Kiss Me (Southstar Remix) (mit Artemas)
- 2024: Baianá
- 2024: The Days (Southstar Remix) (mit Chrystal)
- 2025: Headbanger
- 2025: Needed You

### Produktionen
- 2021: Mx42, Mike Moto – in meinem Namen
- 2022: Ski Aggu – Hubba Bubba
- 2023: Paula Hartmann, Domiziana – Babyblau (Remix)
- 2023: Ski Aggu, SIRA – Mietfrei
- 2023: SIRA, Bausa, badchieff – 9 bis 9
- 2023: Pashanim – Ms. Jackson
- 2023: Ufo361 – Cobain
- 2024: Joje – 100 Nächte
- 2024: Sofia Reyes, DannyLux – El 100
- 2024: Al Majeed, Lucio101 – Fiebertraum
- 2024: Pashanim, RB030, Selim61 – aç bleiben

## Auszeichnungen für Musikverkäufe
| Goldene Schallplatte - Polen - 2024: für die Single We Are the People (Southstar Remix) - 2024: für die Single Miss You | Platin-Schallplatte - Ungarn - 2025: für die Single We Are the People (Southstar Remix) |

Anmerkung: Auszeichnungen in Ländern aus den Charttabellen bzw. Chartboxen sind in ebendiesen zu finden.
| Land/RegionAuszeichnungen für Musikverkäufe (Land/Region, Auszeichnungen, Verkäufe, Quellen) | Silber  | Gold     | Platin     | Verkäufe | Quellen           |
| -------------------------------------------------------------------------------------------- | ------- | -------- | ---------- | -------- | ----------------- |
| Deutschland (BVMI)                                                                           | —       | Gold1    | —          | 200.000  | musikindustrie.de |
| Österreich (IFPI)                                                                            | —       | Gold1    | Platin1    | 45.000   | ifpi.at           |
| Polen (ZPAV)                                                                                 | —       | 2× Gold2 | —          | 50.000   | olis.pl           |
| Schweiz (IFPI)                                                                               | —       | —        | Platin1    | 20.000   | hitparade.ch      |
| Ungarn (MAHASZ)                                                                              | —       | —        | Platin1    | 4.000    | slagerlistak.hu   |
| Vereinigtes Königreich (BPI)                                                                 | Silber1 | —        | —          | 200.000  | bpi.co.uk         |
| Insgesamt                                                                                    | Silber1 | 4× Gold4 | 3× Platin3 |          |                   |